# Усман-Ташлы
Усман-Ташлы (баш. Уҫман-Ташлы) — село в Ермекеевском районе Республики Башкортостан Российской Федерации. Административный центр  Усман-Ташлинского сельсовета.

## География

### Географическое положение
Расстояние до:
- районного центра (Ермекеево): 25 км,
- ближайшей ж/д станции (Туймазы): 35 км.

## Население
| 2002 | 2009 | 2010 |
| ---- | ---- | ---- |
| 547  | ↗602 | ↘541 |

## Религия
В селе есть мечеть.